# Ferrocarril del Urola
El ferrocarril del Urola fue una línea de ferrocarril de vía estrecha que unía las localidades vascas de Zumárraga y Zumaya en la provincia de Guipúzcoa, País Vasco (España), por el valle del río Urola. Fue uno de los primeros ferrocarriles eléctricos de España y el primero en utilizar corriente continua a 1500 V. Contó con los primeros coches realizados en metal y fue la última línea de ferrocarril que se construyó en el País Vasco hasta las inversiones en el tramo vasco del tren de alta velocidad, la conocida como "Y Vasca".
El ferrocarril se inauguró el 22 de febrero de 1926 por Alfonso XIII y su explotación cesó en el otoño de 1986 para cerrar definitivamente el 2 de febrero de 1988, siendo entonces desmanteladas las vías y catenaria, que se volvieron a instalar en un tramo de 10 km para dar servicio al tren de vapor del Museo Vasco del Ferrocarril. Sus cocheras y talleres pasaron a ser la sede de dicho museo, que rehízo 5 km del trazado, entre Azpeitia y Lasao, sin electrificar para dar paseos con el material rodante del museo.

## Trazado
A través del ferrocarril de Urola se unía la localidad de Zumárraga, que era un nudo ferroviario importante al coincidir allí, en un mismo punto, en la llamada «plaza de las Estaciones», tres líneas ferroviarias: la del ferrocarril del Norte, línea de gran importancia por ser la que unía, por Irún, Madrid con París, a la postre una de las principales líneas de RENFE; la línea de vía estrecha de los Ferrocarriles Vascongados, que enlazaba con Vergara y de allí con Vitoria y Éibar y allí con la línea de los Vascongados Bilbao - San Sebastián, y la línea del Ferrocarril del Urola que enlazaba con Zumaya, su puerto, y la línea de vía estrecha de los Vascongados que une Bilbao con San Sebastián.
El tren del Urola, que serpenteaba por las riberas del río, tenía un recorrido de 34,4 km de longitud para el que se habían construido 29 túneles y 20 puentes. La duración del viaje era de unos 70 minutos. Contaba con 15 estaciones y apeaderos, cuyos edificios eran diferentes en cada localidad y fueron diseñados por el arquitecto Ramón Cortázar en el estilo del país. Estas son:

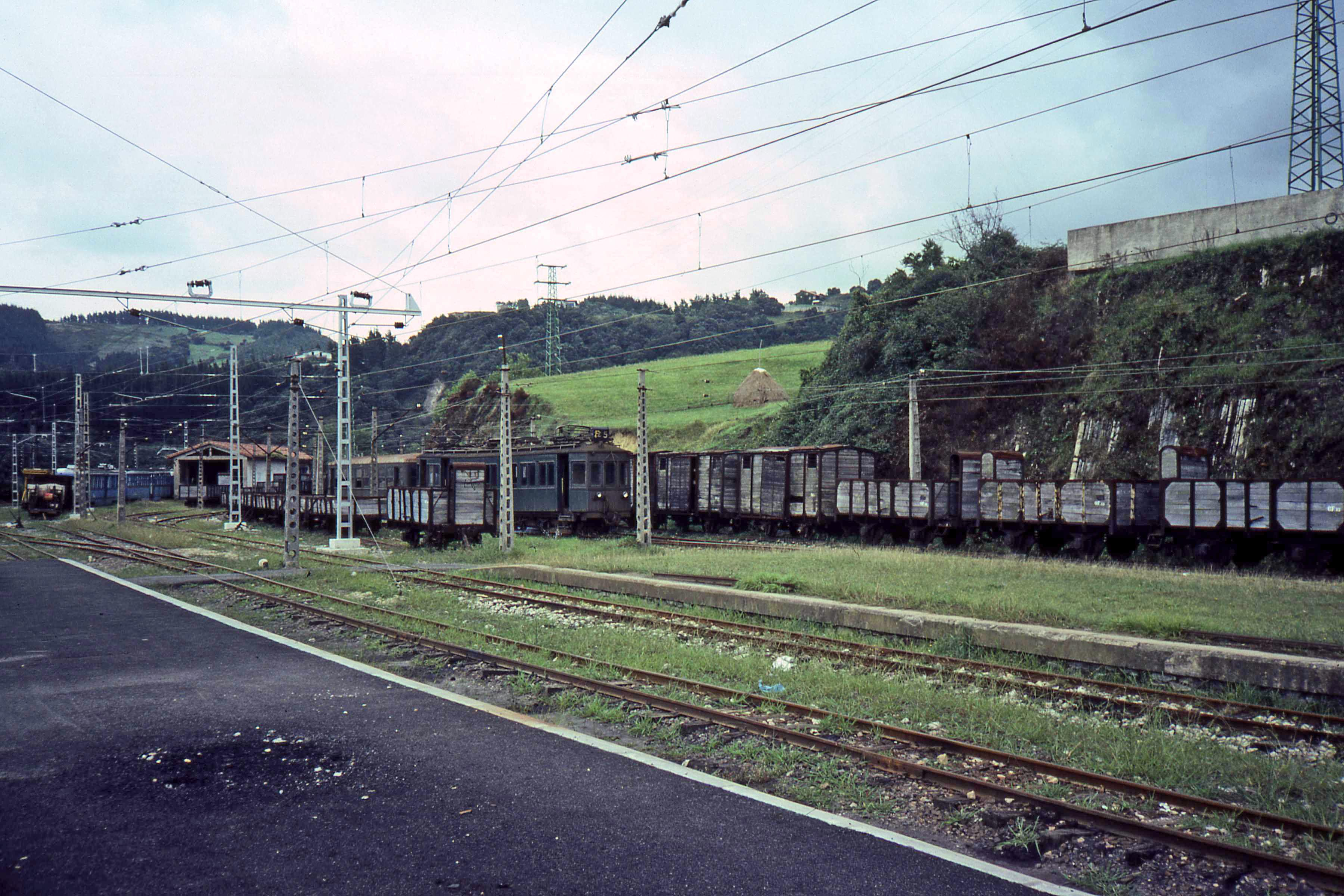
Estación de Zumaya 1981.

1. Zumárraga (conexión con Ferrocarril del Norte y Ferrocarril del Deba). En la actualidad se conserva el edificio.
2. Villarreal de Urrechua. En la actualidad se emplea como local juvenil.
3. Aguiñeta
4. Aizpurucho. En la actualidad se encuentra en estado de abandono.
5. Olozaga. En la actualidad un agricultor lo utiliza como cobertizo.
6. Azcoitia. En la actualidad acoge la biblioteca municipal de la localidad. Además, se ha ampliado el edificio mediante un añadido recubierto de traviesas de ferrocarril.
7. Loyola. En la actualidad el ayuntamiento de Azpeitia lo emplea como almacén.
8. Azpeitia, donde estaban las cocheras y talleres. En la actualidad acoge el Museo Vasco del Ferrocarril.
9. Lasao. En la actualidad se encuentra restaurada y es una de las paradas de la línea de tren de vapor del Museo Vasco del Ferrocarril. El edificio carece de uso específico.
10. Balneario de Cestona. En la actualidad se encuentra en estado de abandono.
11. Cestona. En la actualidad se conserva el edificio.
12. Iraeta. En la actualidad como casa okupa (ocupada por un grupo de jóvenes).
13. Arrona. En la actualidad como casa okupa (ocupada por un grupo de jóvenes).
14. Zumaya (conexión con la línea de tren San Sebastián - Bilbao). Hoy en día acoge la estación de Eusko Trenbide Sarea - Red Ferroviaria Vasca de la villa del mismo nombre.
15. Zumaya puerto. Hasta 2008 fue el ambulatorio de Zumaya.

## Parque de material rodante
El parque de material rodante con el que contaba el Urola se mantuvo sin variaciones relevantes desde su inauguración en 1926 hasta su cierre definitivo en 1988. El que fue el primer ferrocarril eléctrico de España pasó a ser museo después de su cierre, y sus locomotoras y coches pasaron de transportar a pasajeros a ser expuestos como piezas de colección en los mismos talleres y cocheras que durante más de 70 años sirvieron para su mantenimiento.
Este ferrocarril contó con vehículos de caja de madera y metálicas, algunos de construcción nacional, realizados por la empresa guipuzcoana CAF y que fueron los primeros que se construyeron en España con caja enteramente metálica.[cita requerida]

### Inventario de material

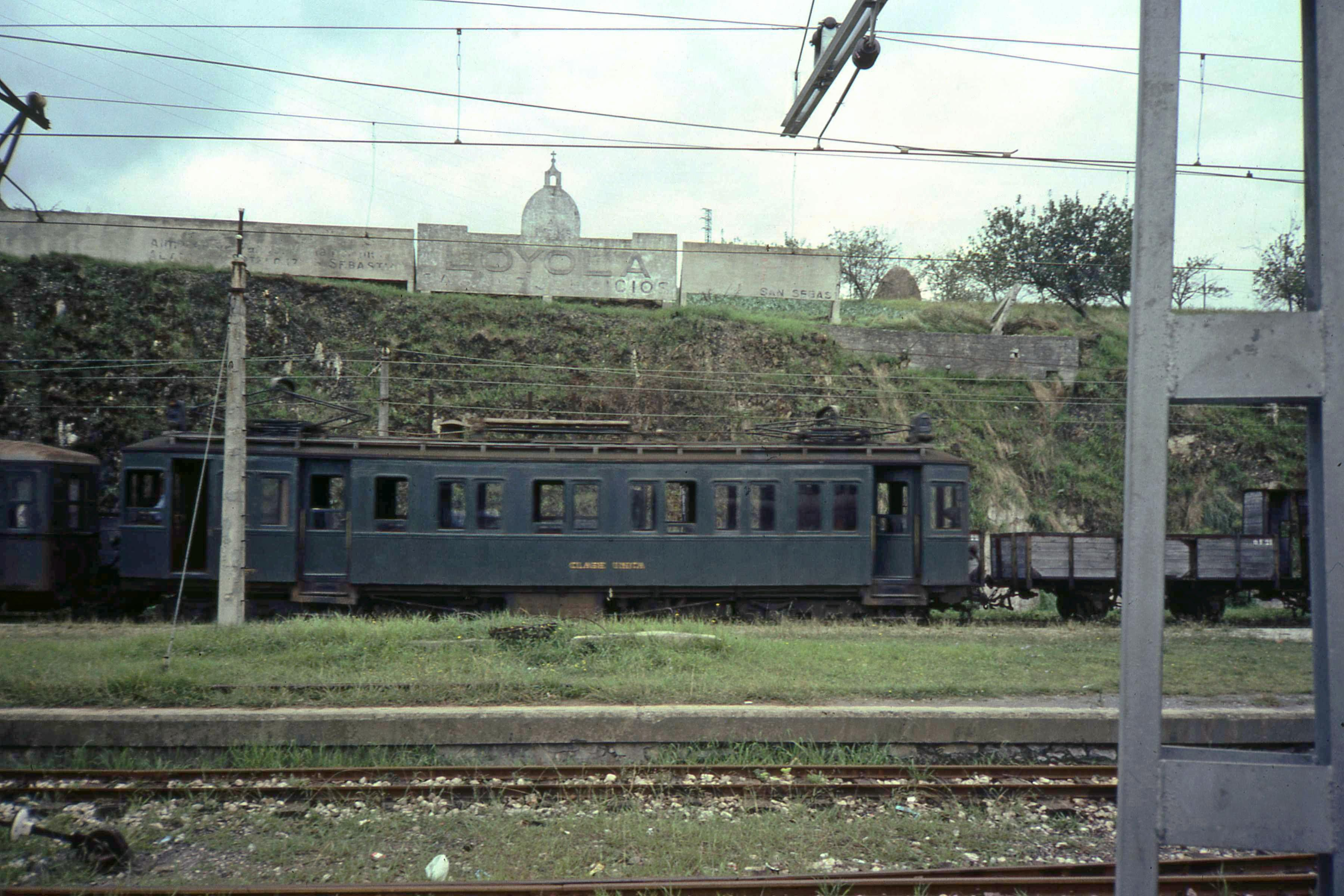
Un automotor del ferrocarril del Urola en la estación de Zumaya 1981.

- Siete automotores cuya parte eléctrica construida por Siemens Schucker Werk (SSW) contaban con 4 motores de 75 CV cada uno, con un total de 300CV  su carrocería de madera fue diseñado por Carde y Escoriaza. Tenían capacidad para 30 pasajeros sentados. Este material recibía la denominación de Mª1 a Mª7. El Mª3 sufrió una modificación en CAF en la que se le dotó de carrocería metálica después de un accidente. El automor Mª7 sufrió un incendio y no se sustituyó. Contando únicamente con 6 automotores el resto de la vida del ferrocarril.

- Tres automotores furgones, cuya parte eléctrica corrió también a cargo de Siemens Schuckert Werk (SSW) destinados al transporte de mercancías, con 4 motores de 75CV, lo único que variaba de los automotores de viajeros era la relación de engranajes, con capacidad de carga de 15 Tm. Tenían carrocería de madera diseñados por Carde y Escoriaza y fueron recarrozados, dos a carrocería metálica por CAF, el Mm1 en 1954 y el Mm3 en 1957 y el otro, el Mm2, en madera en 1960. Se denominaron Mm1 a Mm3.

- Siete vagones de pasajeros serie A de caja metálica. Fueron construidos por la CAF y constaban de dos departamentos de 18 asientos cada uno de ellos; uno era de clase salón (con asientos tapizados) y el otro de clase única (con asientos de madera) a los que se añadía un servicio y un pequeño furgón. Los bogies eran de tipo Pennsylvania.

- Siete vagones de pasajeros serie B de caja metálica. Fueron construidos por la CAF y contaban con un único departamento de 48 asientos de madera. Los bogies eran de tipo Pennsylvania.

- Siete vagones de pasajeros serie C con caja de madera. Fueron construidos por la CAF y contaban con un único departamento de 48 plazas en asientos de madera y balconcillos en los extremos. Estaban construidos sobre bogies tipo Diamond. Se denominaban C1 a C7. Los vagones C6 y C7 fueron modificados en 1933 reduciendo el departamento a la mitad, dejando sólo 24 asientos y formando con el resto un furgón. En 1961 se desguazó el coche C6, en el 64 el C7, en 1976; los coches C1 y C5 y el C3 en 1990. Los otros dos, C2 y C4, pasaron a formar parte de la colección del Museo Vasco del Ferrocarril.

- Dos vagones mixtos con furgón y 48 plazas. Construidos en Azpeitia después de 1965 aprovechando restos del ferrocarril del Bidasoa. Se denominaron C6 y C7 la misma matriculación de los de madera de balconcillos desguazados, ya que estos coches procedentes del Bidasoa estaban dadas de baja y usando la picaresca para poder usarlos en explotación , se hizo un "trueque" de las matriculaciones.

- Ochenta y un vagones de mercancías que fueron fabricados por la Sociedad Talleres de Miravalles.

## Los trabajadores
Cuando el 22 de febrero de 1926 el rey Alfonso XIII inauguró el ferrocarril del Urola, éste contaba con una plantilla de 130 trabajadores que habían sido seleccionados el año anterior. Para noviembre de 1925 ya se había hecho la selección correspondiente después que la Diputación de Guipúzcoa hubiera tomado la decisión de apostar por la propuesta más económica que le había planteado el Consejo de Administración del Ferrocarril del Urola. Una plantilla reducida, que salía un 16,10% más barata que la opción de la amplia, pero obligaba a un menor servicio. La propuesta fue hecha por el Consejo de Administración en febrero y la Diputación tomó la decisión en septiembre. El 1 de enero ya estaba contratada la totalidad de la plantilla.
El aumento del servicio llevó a la ampliación de la plantilla. La primera se produjo en 1927, cuando ya había 143 trabajadores en nómina que para 1933 pasaron a ser 164. A comienzos de la guerra civil, en 1936, los gastos de nómina representaban el 70% de los gastos totales de la compañía. Pasada la guerra, en 1940 se abrió un expediente de depuración que redujo la plantilla a 100 empleados. Ocho años más tarde llegó a 163 trabajadores y en 1982 tenía solo 91. La plantilla de trabajadores siempre ha ido unida al servicio que el ferrocarril prestaba. 
Los gastos de personal, que en 1933 eran del 70%, pasaron a ser del 81% en 1970. Representaban el mayor gasto de la explotación, ya que las inversiones fueron siempre muy reducidas.

### Condiciones laborales

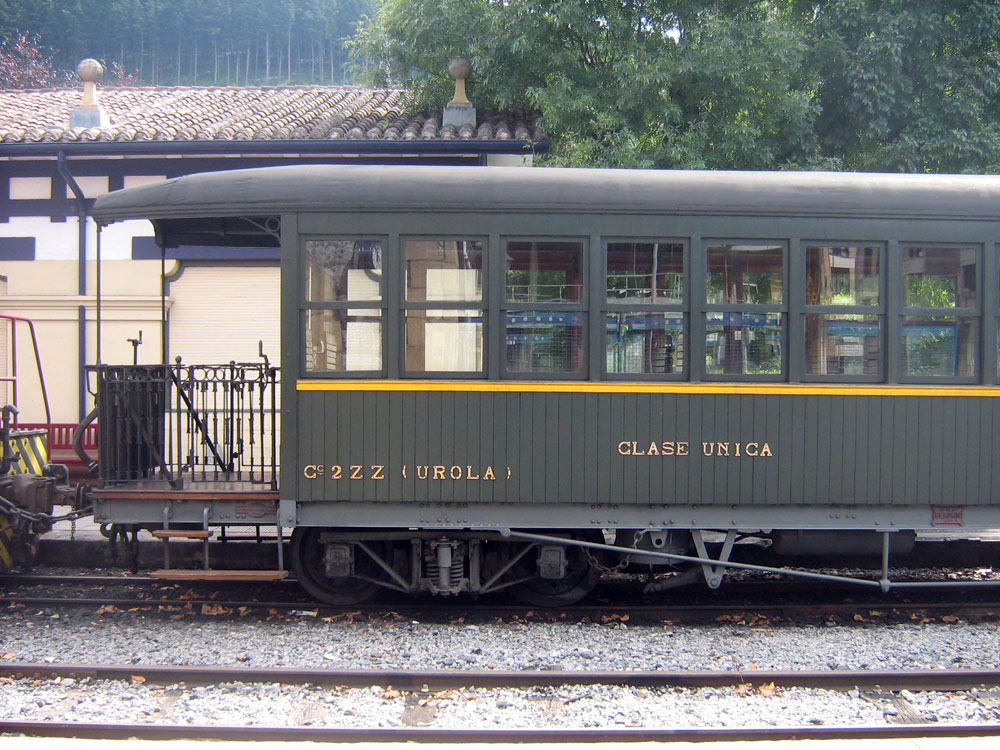
Vagón de pasajeros del Urola.

Las condiciones laborales de los operarios del Ferrocarril del Urola estaban reguladas por el Reglamento General de 1925, que se mantuvo vigente hasta 1930. En la negociación de 1931 se lograron modificar estas condiciones con avances significativos en cuatro puntos:
- Compatibilidad de los derechos pasivos con el Régimen Obligatorio del Retiro Obrero.
- Aumentos salariales en la misma forma que los empleados provinciales.
- Implantación del descanso quincenal para la toda la plantilla (se inició el 1 de junio de 1930).
- La jornada laboral de 8 horas.

En la posguerra se vieron modificadas las condiciones laborales por las leyes, entre ellas la Ley de 13 de julio de 1940 que permite el descanso entre semana en vez del dominical. El Consejo de Administración elaboró un nuevo reglamente en 1940, en el que se regulan las concesiones de pensiones de retiro, viudedad y orfandad, así como el cobro del 90% en caso de baja por incapacidad laboral transitoria. Son destacables en las mejoras que se dieron en esos años las siguientes:
- Homologación en cuanto al seguro de enfermedad con el de los trabajadores de la Diputación.
- Facilitación de vivienda en alquiler a los trabajadores.
- Instauración de un centro de formación del personal.

En 1971 se publicó una orden ministerial con una nueva reglamentación que afectaba a todos los empleados de todos los ferrocarriles de uso público. Esta nueva reglamentación tocaba, mejorándolos, cinco puntos:
- Nueva escala salarial con retribuciones mínimas por encina de los que venían teniendo en el Urola.
- Cambia los quinquenios por cuatrienios del 4%.
- 21 días de vacaciones.
- Incremento de dietas.

La aplicación de este nuevo reglamento supuso un aumento significativo del gasto de personal para el ferrocarril.
Las condiciones de trabajo siempre estuvieron marcadas por el escaso resultado económico de la empresa y fueron peores que las de los trabajadores de la compañía hermana Ferrocarriles Vascongados.
Los trabajadores del Ferrocarril del Urola no fueron nunca funcionarios de la Diputación de Guipúzcoa, aun cuando la compañía ferroviaria era pública. Aun así el grado de homologación alcanzado con los trabajadores forales fue muy elevado.
La escala salarial que se marcó en las primeras ordenanzas de 1925 tomaba como base el salario de los camineros. Se reconocen los quinquenios y pronto, a los seis años de la inauguración, los trienios.
En 1931 una Real Orden estatal establece unos niveles mínimos de retribución que, junto con los acuerdos con la Diputación, hace que aparezcan grandes diferencias en el sueldo de los diferentes empleados, que dieron lugar a un malestar que se manifestaba con peticiones de aumento salarial que fueron atendidas por la Diputación, la cual optó por otorgar al Urola fondos necesarios para satisfacer dichas demandas. Hasta la publicación en 1946 de la Reglamentación Laboral General de Ferrocarriles se les aplicaron las mismas condiciones que a los trabajadores del ente foral. Después de dicha publicación se siguió manteniendo, por medio de diversos conceptos, los niveles salariales equiparados con los trabajadores de la Diputación. 
Con el nuevo ordenamiento salarial de 1969 (surgido a raíz de la congelación salarial dictada por el gobierno) quedan absorbidos los pluses de asistencia y voluntario en el sueldo y se realiza una nueva escala salarial más justa en la que se mejora a las dos categorías más bajas de la escala salarial.
La crisis de los años 80 del siglo XX fueron un freno para los incrementos salariales. Cuando se cerró el ferrocarril, ninguna de las empresas consultoras que elaboraron planes de viabilidad y aconsejaron el cierre de las líneas achacó a los gastos de personal, que en aquellos momentos suponían el 80% del presupuesto, la situación de quiebra de la misma.
Salarios bases mensuales en el Ferrocarril del Urola de 1971 a 1979 (en pesetas).
| CLASE | 1971  | 1977   | 1978   | 1979   |
| ----- | ----- | ------ | ------ | ------ |
| 1.ª   | 9.368 | 17.200 | 18.990 | 21.600 |
| 2.ª   | 8.669 | 16.400 | 18.150 | 20.700 |
| 3.ª   | 8.030 | 15.750 | 17.400 | 19.800 |
| 4.ª   | 7.422 | 15.100 | 16.680 | 19.200 |
| 5.ª   | 6.905 | 14.700 | 16.260 | 18.900 |
| 6.ª   | 6.570 | 14.250 | 15.750 | 18.600 |
| 7.ª   | 6.235 | 13.950 | 15.480 | 18.300 |
| 8.ª   | 5.900 | 13.800 | 15.300 | 18.800 |
| 9.ª   | 5.566 | 13.650 | 15.120 | 17.700 |
| 10.ª  | 5.232 | 13.500 | 14.940 | 17.400 |
| 11.ª  | 5.232 | 13.350 | 14.760 | 17.100 |
| 12.ª  | 5.232 | 13.200 | 14.580 | 16.800 |

Fuente
Museo Vasco del Ferrocarril, Actas del Consejo de Administración.

## Historia

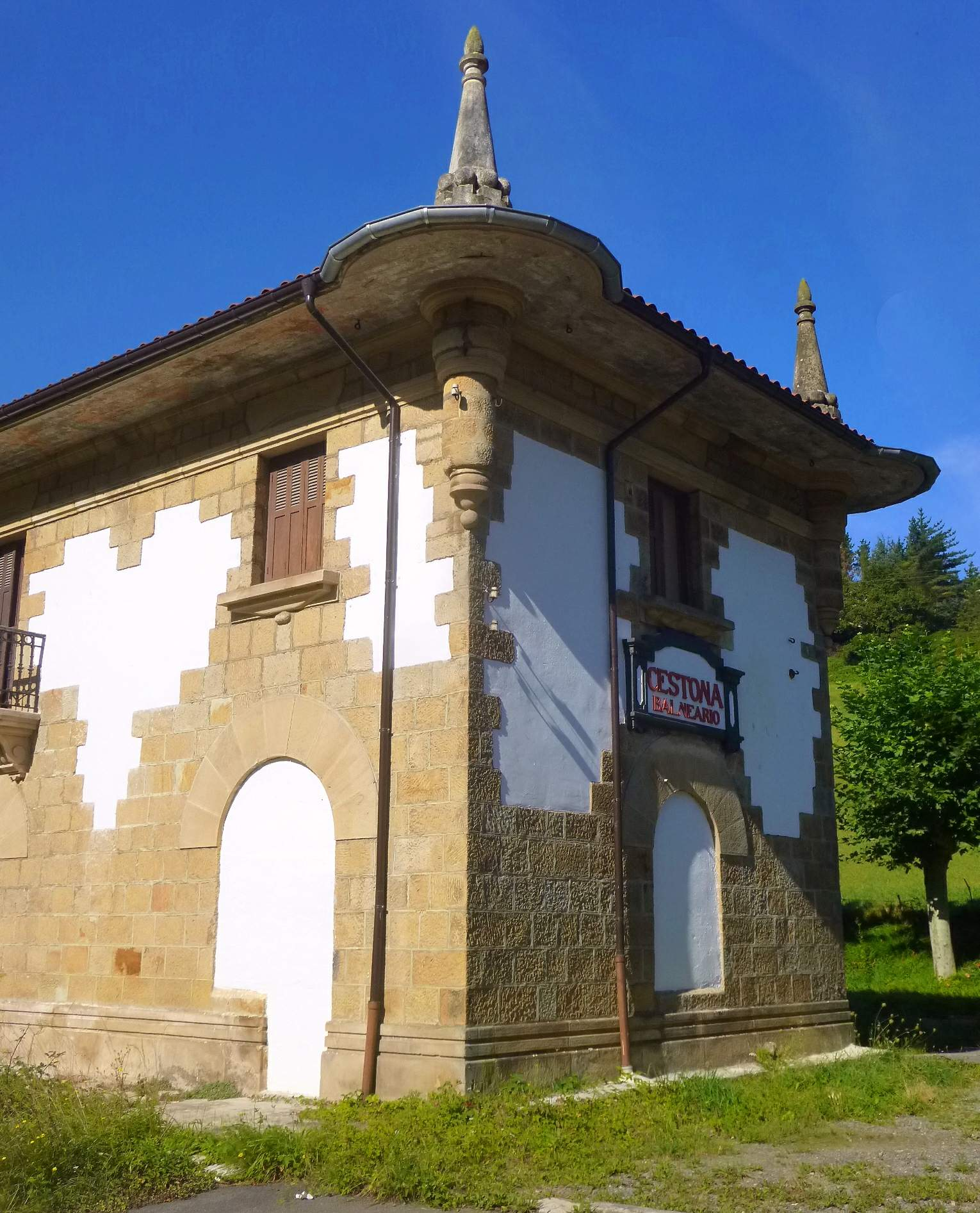
Aspecto actual de la antigua estación de Balneario de Cestona

En diciembre de 1883 los vecinos del valle de río Urola vislumbraban la necesidad de dotarse de un sistema de comunicaciones moderno, cómodo y rápido. El ferrocarril era la solución a los tortuosos caminos que recorrían las caballerizas y las carretas de bueyes. Después de varios intentos de constitución de una empresa privada que realizara y explotara la línea, fue la Diputación de Guipúzcoa la que, sobre la base de la concesión obtenida en 1920, materializaría el proyecto, en ese momento la red ferroviaria de Guipúzcoa era la segunda más tupida de Europa después de la de Bélgica ya que tenía 196 km de línea férrea por cada kilómetro cuadrado mientras la belga tenía 291.
El 22 de febrero de 1926, el rey Alfonso XIII inauguró el primer ferrocarril de tracción eléctrica español que estaba llamado a agilizar el progreso del valle guipuzcoano y del Goierri. Contaba con una longitud de 34,436 km con curvas de radio mínimo de 120 metros, la inclinación máxima es de 0,022 milímetros, rectas mínimas entre curvas de 100 metros, con 20 puentes de hormigón armado que completan una longitud de 795 metros, 29 túneles con una longitud total de 3.895 metros siendo el mayor de ellos de 756,5 metros de largo, y 11 estaciones y se dotó de 7 coches automóviles, 21 coches de  viajeros y 81 vagones de mercancías montados sobre boggies y con caja totalmente metálica. Las estaciones, bajo diseño de Ramón Cortazar, se diseñaron en estilo vasco, similar a los caserías de la zona, con acceso directo a la carretera.
La construcción de la línea férrea supuso la excavación de  473.575 metros cúbicos de tierra y se realizaron 41.804 metros de muros de contención, los carriles fueron del tipo Vignola apoyándose en traviesas de roble, 1.500 por kilómetro. La electrificación se realizó con una tensión continua de 1.500 V que se producía mediante un rectificador trifásico de mercurio tras una acometida de 30.000V que era reducida mediante dos transformadores. Las máquinas tractoras tenían 4 motores de 75 CV que hacían un total de 300CV.
La infraestructura estaba diseñada para dar un servicio de un tren en cada sentido a cada hora, si bien en invierno bajaba la frecuencia a uno cada dos horas con correspondencia con los servicios de Ferrocarriles Vascongados en Zumaya y en Zumárraga, donde también enlazaban con el Ferrocarril del Norte, línea Madrid-frontera francesa. La explotación se encargó al ingeniero  Ramón Pagola. Fue financiado por la Diputación de la Caja de Ahorros provincial de Guipúzcoa y estuvieron al cargo de la construcción el ingeniero de caminos Nicolás Bizcarrondo y el   ingeniero de caminos Juan Alonso y Gaviria a cargo del proyecto eléctrico junto a los auxiliares Javier García, Benito Martínez, Galo Barrena, José Tellería, Lorenzo Aguirre y Severo Ceberto.
La línea del ferrocarril del Urola estaba pensada para el servicio de pasajeros y de mercancías y unía el corazón de Guipúzcoa con el puerto de Zumaya. En los primeros años de su existencia llegó a transportar más de 370.000 viajeros anuales y, aun cediendo el predominio del transporte a la empresa de autobuses "La Guipuzcoana", llegaría a dar servicio a más de 996.000 pasajeros en el año 1962, superando los 800.000 en el periodo 1953-1968. Es destacable que en los últimos años de su explotación la utilización se mantuviera en torno a los 400.000 pasajeros anuales. 
El transporte de mercancías se mantuvo fijo en torno a las 55.000 Tm anuales hasta el año 1955, que comenzó a bajar, parando en los últimos años en las 2.000 Tm. Este descenso fue debido al aumento del transporte por carretera y al abandono de esa línea de negocio por las empresas destinadas a su explotación.
Los altibajos en el pasaje, debidos a las costumbres y circunstancias históricas, fueron reflejados en su plantilla. De los 130 empleados que inauguraron la línea, sólo quedaban 91 en 1982, habiendo pasado por un pico de 164 en 1933.
Después de la Guerra Civil, el transporte por carretera fue mucho más competente, lo cual obligó al ferrocarril a buscar la ampliación y mejora del servicio. Fue entonces cuando, con la colaboración de Ferrocarriles Vascongados, se creó el servicio directo entre Zumárraga y San Sebastián, conocido popularmente como el talguillo. Este servicio estuvo activo entre 1951 y 1967.
En 1976 la Diputación de Guipúzcoa propuso el traspaso de la línea de ferrocarril a la empresa estatal de ferrocarriles de vía estrecha FEVE, propuesta que no llegó a buen fin. Fue en 1985 cuando, en el marco de la transferencia de la competencia de ferrocarriles de vía estrecha al Gobierno vasco, éste se hizo cargo del ferrocarril del Urola, que se integra en la empresa pública Eusko Trenbideak. 

### El cierre

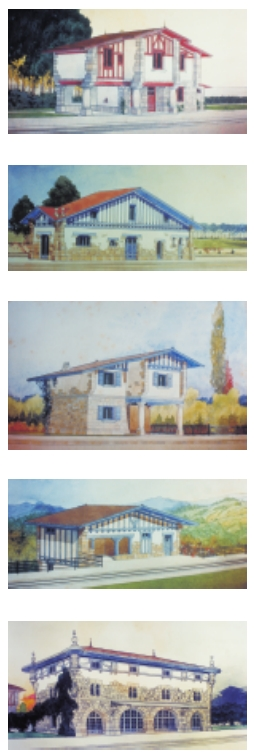
Estaciones del ferrocarril del Urola

En diciembre de 1985 el Gobierno Vasco publicaba el "Informe Sener" en el que se marcaban las diferentes alternativas respecto al ferrocarril del Urola: 
- Reponer la superestructura, instalaciones y material móvil, lo que supondría una inversión de 6611133,15€.
- Integrar el ferrocarril del Urola en la línea San Sebastián-Bilbao, rectificando el trazado para conseguir 60 minutos de trayecto entre Azcoitia y San Sebastián y 30 minutos entre Zarauz y San Sebastián, eliminando las paradas menos utilizadas. Supondría un incremento de 1352227,23€ más.
- Rectificar el trazado y renovar el material móvil, con un coste similar a la primera opción.
- Cierre total y sustitución por autobuses. La opción más económica, con sólo 985659,85€ de gasto.

El informe fue presentado en una época en la que el Gobierno Vasco incluso se planteaba dejar de invertir en la actual línea San Sebastián-Bilbao (se presentó un proyecto de reforma valorado en algo más de 450 millones de euros consistente en sustituir la vía estrecha por ancho métrico para reducir a la mitad el tiempo de viaje entre Bilbao y Hendaya). En abril de 1986, el entonces Diputado General de Guipúzcoa, Imanol Murua, apoyándose en el citado informe Sener, defendió la viabilidad del ferrocarril con las siguientes palabras: Hay que valorar la situación social planteada y los servicios que presta, y el propio estudio de Sener sobre la viabilidad del ferrocarril, una vez hechas las inversiones oportunas, indica que el tramo Azcoitia-Zumaya puede ser rentable.
En 1986 el Gobierno Vasco suspendió el servicio argumentando el remozamiento de las instalaciones, vías y material rodante (que no habían sufrido inversión alguna significativa desde su inauguración). Entre otros objetivos, esta renovación tenía como objetivo eliminar el transbordo en Zumaya, que hacía perder mucho tiempo. Además, el Gobierno Vasco se compromete a presentar un estudio de viabilidad en el plazo de un año. En general, las instituciones públicas se vanagloriaron de primar el interés social sobre la rentabilidad económica y parecieron concienciarse de la necesidad de renovar la infraestructura para ganar en competitividad (si en 1948 el Ferrocarril del Urola transportó a 840000 viajeros, en 1984 sólo 550000 eligieron este medio para moverse por el valle).
La suspensión del servicio se produjo sin fecha fija de reanudación del servicio y como sustitución se implantó una línea de autobuses. Los últimos trenes que circularon partieron el 12 de julio de 1986 de Azpeitia con dirección Zumaya a las 20:09 y de Azpeitia a Azcoitia a las 21:10.
Poco más de un año después, a mediados de noviembre de 1987, cuando apenas se habían efectuado algunas reformas menores, como la adecuación de algunos andenes, el Gobierno Vasco dio marcha atrás en su decisión de reformar el ferrocarril y encargó un nuevo estudio de viabilidad, si bien aún no se hablaba abiertamente del cierre de la línea. Las obras se habían ralentizado desde la disolución del Parlamento Vasco y por la tardanza en formarse un nuevo gobierno, y permanecían prácticamente paralizadas desde el mes de julio.
Así, y con la línea en estado de abandono, se producen constantes destrozos en las instalaciones del tren y saqueos en los talleres y cocheras. En este sentido, la Asociación de Amigos del Ferrocarril de Guipúzcoa alertó ante la posibilidad de que las unidades móviles se desguazasen, ya que eran auténticas piezas de museo que deben ser guardadas y conservarse como parte importante de nuestra historia. Hoy en día por suerte se conservan dos. Uno de pasajeros y otro de mercancías.
En diciembre de 1987 el futuro del ferrocarril era incierto:
- El Gobierno Vasco solicitó un estudio complementario al de Sener.
- La inexistencia de partida presupuestaria para la reforma del ferrocarril acarreaba un retraso de como mínimo otro año más.
- Las reformar realizadas hasta la fecha habían supuesto un desembolso de 1,8 millones de euros.[12]

A inicios de 1988 se produjeron numerosas manifestaciones de apoyo al ferrocarril por parte de diversos colectivos. Los alcaldes de la zona convocaron una manifestación en Zumárraga, a la que acudieron 7000 personas, que caminaron desde la estación de Villarreal de Urrechua hasta la de Zumárraga. La manifestación fue convocada para denunciar el incumplimiento por parte del Gobierno Vasco del estudio de viabilidad de finales de 1987. El entonces consejero de Transportes y Obras Públicas, Enrique Antolín calificó a los asistentes de "agitadores" y de "politizar el tema". El colectivo de jubilados del Urola, con 9000 miembros inscritos en los centros para la tercera edad del valle, consideraron el ferrocarril del Urola "un medio de transporte absolutamente necesario e insustituible para una cuenca de 36 km de longitud que ofrece una orografía sinuosa y accidentada".
En enero de 1988 los alcaldes del valle del Urola firmaron conjuntamente el siguiente documento en defensa del ferrocarril:

1) Que con fecha 27 de noviembre de 1987 se hizo público un escrito en el que se daba plazo hasta el 31 de diciembre de 1987 para que el consejero de Transportes y Obras Públicas del Gobierno Vasco cumpliera con la palabra dada a estos alcaldes de presentarel estudio de viabilidad del Ferrocarril del Urola.

2) Que dicho plazo había sido considerado por el consejero más que suficiente para la finalización de dicho estudio.
3) Que el Departamento de Transportes y Obras Públicas no ha cumplido su palabra, ni nos ha facilitado ninguna explicación oficial sobre los motivos que han originado su incumplimiento.
4) Que los hechos así sucedidos demuestran una absoluta falta de consideración y respeto a los alcaldes abajo firmantes y en definitiva a los pueblos por ellos representados.
5) Los alcaldes abajo firmantes se reiteran en la imperiosa necesidad de la puesta en marcha del Ferrocarril del Urola para proceder de inmediato al comienzo del proceso de su modernización.
6) Que exigen al Gobierno Vasco que cumplan su acuerdo de gobierno del 29 de abril de1986, consignando en los presupuestos de 1988 la partida necesaria al efecto.

Y por último los alcaldes reiteran la convocatoria de manifestación en Urretxu-Zumárraga para el próximo 17, manifestación a la que se invita a todas las poblaciones afectadas por el ferrocarril así como la provincia en general para reivindicar el Ferrocarril del Urola. Orain eta berria.

El documento fue firmado por los alcaldes de Azpeitia, Azcoitia, Cestona, Villarreal de Urrechua, Zumárraga y Zumaya (este último no asistió).
El 2 de febrero de 1988 se decretó el cierre definitivo de esta línea ferroviaria después de 75 años de servicio. Enrique Antolín esgrimió los siguientes argumentos para defender la decisión del Gobierno Vasco:
- La comarca tiene muy pocos habitantes.
- Existe muy poca relación con la capital de la provincia, San Sebastián.
- Es necesario mejorar el trazado.
- El ferrocarril de entonces no es competitivo con respecto a la carretera.
- La reducción de paradas para mejorar los tiempos del tren no redundaría en un mejor servicio a los vecinos.

Los alcaldes reaccionaron pidiendo la paralización de la decisión de sustituir el tren por autobuses, a lo que el Gobierno Vasco respondió con el ofrecimiento de una partida de 3 millones de euros para mejorar las carreteras del valle del Urola, así como un reforzamiento de las líneas de autobuses que unían Zumárraga con San Sebastián pasando por Zumaya.

### Después del cierre
Después del cierre de la línea se llevó a cabo el desmantelamiento de las vías, la catenaria y los puentes de la línea, así como la creación en los talleres y cocheras de Azpeitia del Museo Vasco del Ferrocarril. Los años de abandono -de 1986 a 1988- deterioraron gravemente las instalaciones de los talleres, así como de la central de transformación eléctrica. Así y todo, el establecimiento del Museo no requirió grandes inversiones, ya que el valor histórico de las instalaciones existentes, el hecho de que fueran las primeras de tracción eléctrica y de que fuera la última línea ferroviaria construida en el País Vasco en mucho tiempo (hasta las inversiones de principios de siglo XXI en el metro de Bilbao y la Y vasca del trazado del tren de alta velocidad) cerraban un capítulo muy importante en la historia de la comunicaciones vascas, en el cual pocos valles escaparon a tener su propio tren, actuaron de fondo de colección del museo.
Con el objeto de establecer actuaciones lúdicas con referencia al ferrocarril y poder organizar paseos en trenes históricos de vapor, se volvieron a tender 5 km de vías, sin electrificar, entre Azpeitia y Lasao. Se han reconvertido algunos tramos del trazado ferroviario en vía verde, como el comprendido entre Azcoitia y Villareal de Urrechua.
En 2007 el Departamento de Transportes del Gobierno vasco y EuskoTren anuncian que en el programa de inversiones de EuskoTren XXI se contempla la reapertura de al menos un tramo de la línea del Urola, en especial para el transporte de mercancías (chatarra a las acerías de Azpeitia), llegando a anunciar la Diputación de Guipúzcoa el año 2018 como año de la entrada en servicio de dicha reapertura.